# Верхние Кунаши
Ве́рхние Куна́ши (чув. Пӗчӗк Кӑнаш) — деревня в Цивильском районе Чувашской Республики. Входит в состав Михайловского сельского поселения.

## География
Находится в северной части Чувашии на расстоянии приблизительно 11 км на юг-юго-запад по прямой от районного центра города Цивильск.

## История
Известна с 1897 года как околоток деревни Большая Янгорчина (ныне не существует) со 160 жителями. В 1897 году было учтено 160 жителей, в 1906 39 дворов и 180 жителей, в 1926 — 37 дворов, 174 жителя, в 1939—202 жителя, в 1979—152. В 2002 году было 39 дворов, в 2010 — 26 домохозяйств. В период коллективизации был организован колхоз «КИМ», в 2010 году действовало ФГУП «Колос».

## Население
Постоянное население составляло 94 человека (чуваши 98 %) в 2002 году, 55 в 2010.